# Фотохимическая активность
Фотохимическая активность (ФХА) — способность пигментов сенсибилизировать окислительные процессы, вызывающие разрушение плёнкообразователей вблизи поверхности пигментных частиц в покрытиях.
В результате деструкции плёнкообразователя вокруг частиц пигмента появляется «мёртвая» зона разрушенного плёнкообразователя и наблюдается выкрашивание пигментных частиц из покрытия при незначительных истирающих воздействиях — явление меления.
На фотохимическую активность пигментов влияют следующие факторы:
— кристаллическая структура — чем более симметричная и бездефектная структура, тем меньше ФХА.
— форма частиц — пигмент с формой частиц, отвечающий минимальному запасу свободной энергии имеет более низкую ФХА.
— дисперсность — чем выше дисперсность и выше удельная поверхность пигмента, тем выше ФХА.
Фотохимическая активность определяется через определение степени меления: покрытие подвергают ускоренному светостарению, затем оценивают блеск или количество мелящих частиц пигмента, налипающих на чёрную бумагу под давлением.
ФХА можно также определить по интенсивности окисления плёнкообразователя в присутствии пигмента в среде окислителя или по интенсивности обесцвечивания красителя, контактирующего с пигментом при облучении стандартным источником света.